# Jardins botaniques de Vallarta

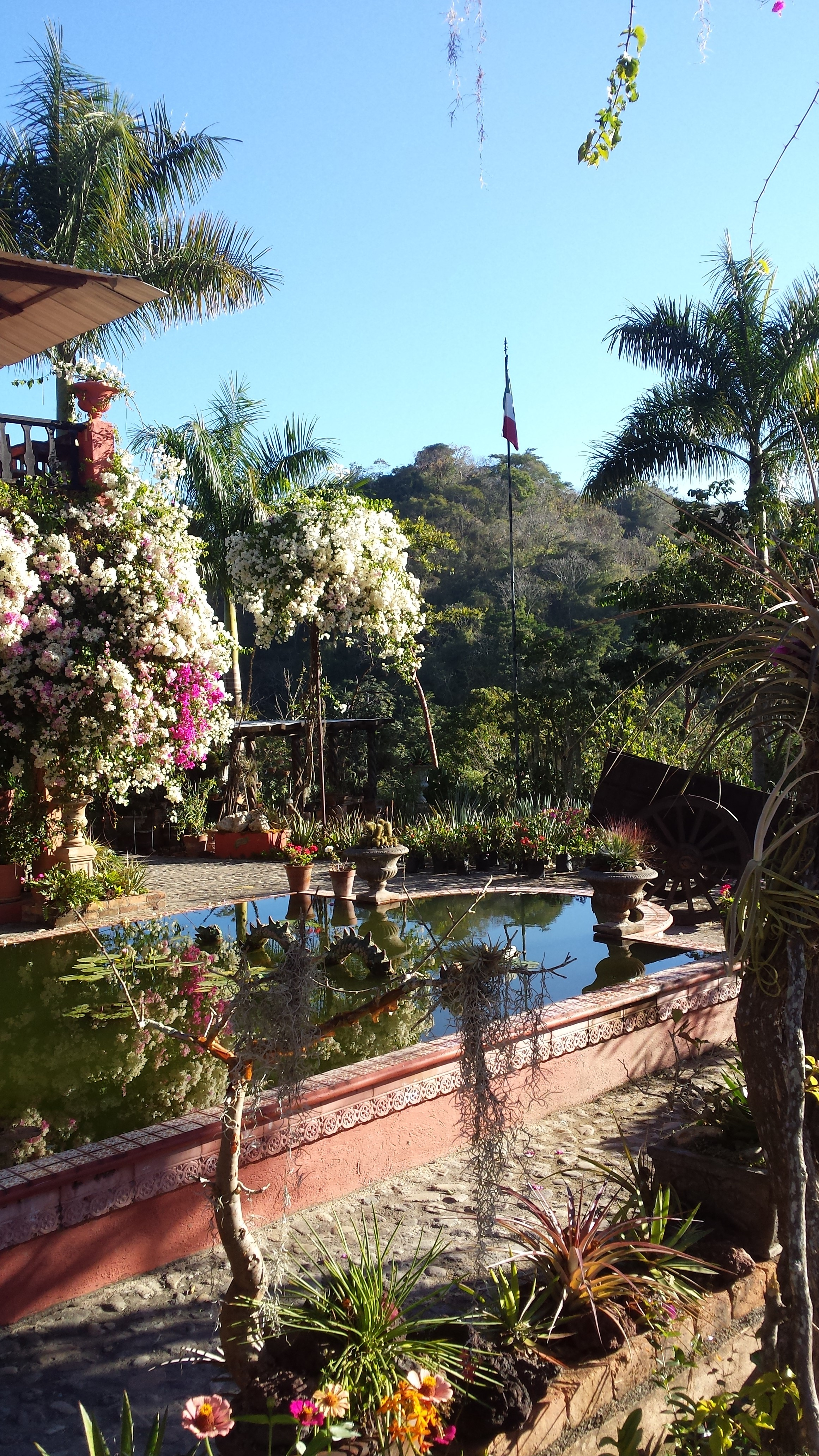
Jardins botaniques de Vallarta

Les Jardins botaniques de Vallarta sont situés sur 8 hectares à 400 m au-dessus du niveau de la mer à Cabo Corrientes, Jalisco, Mexique, 24 km au sud de Puerto Vallarta. Les Jardins furent fondés en 2004 et ouverts au public en 2005. Les collections présentent les plantes de l’écorégion de forêt tropicale sèche où les Jardins sont situés ainsi que des espèces exotiques du monde entier. La conservation et la propagation de l'orchidée sont l’axe principal de la mission des Jardins. Ces orchidées se trouvent sur les arbres à travers la propriété et dans la Maison Holstein de l’orchidée et de la vanille. D’autres collections notables incluent des chênes, broméliacées, agaves, cactus et palmiers sauvages. Les Jardins botaniques de Vallarta participent activement à l’éducation du public en environnement grâce aux visites et aux classes. Les Jardins botaniques de Vallarta furent choisis en 2013 comme “L’un des “10 meilleurs jardins de l’Amérique du Nord qui valent le déplacement” par le jury d’attribution de la Conférence du jardin et tourisme de l’Amérique du Nord 2013, un programme administré par le Conseil du jardin.
Les Jardins présentent des kilomètres de sentiers de randonnée à travers la forêt indigène et des jardins bien entretenus. Les visiteurs sont invités à se baigner dans le Rio Los Horcones, la rivière tropicale qui longe la propriété. Les observateurs d’oiseaux verront l’activité la plus accrue tôt le matin ou plus tard dans la journée.
Les Jardins botaniques de Vallarta sont membres du Botanic Gardens Conservation International, Asociación Mexicana de Orquideología, et du American Public Gardens Association. Les jardins sont inscrits au Mexique en tant que Asociación Civil et aux États-Unis en tant que société à but non lucratif 501(c)3 à travers “Friends of Vallarta Botanical Gardens, A.C.”.